# William H. Macy

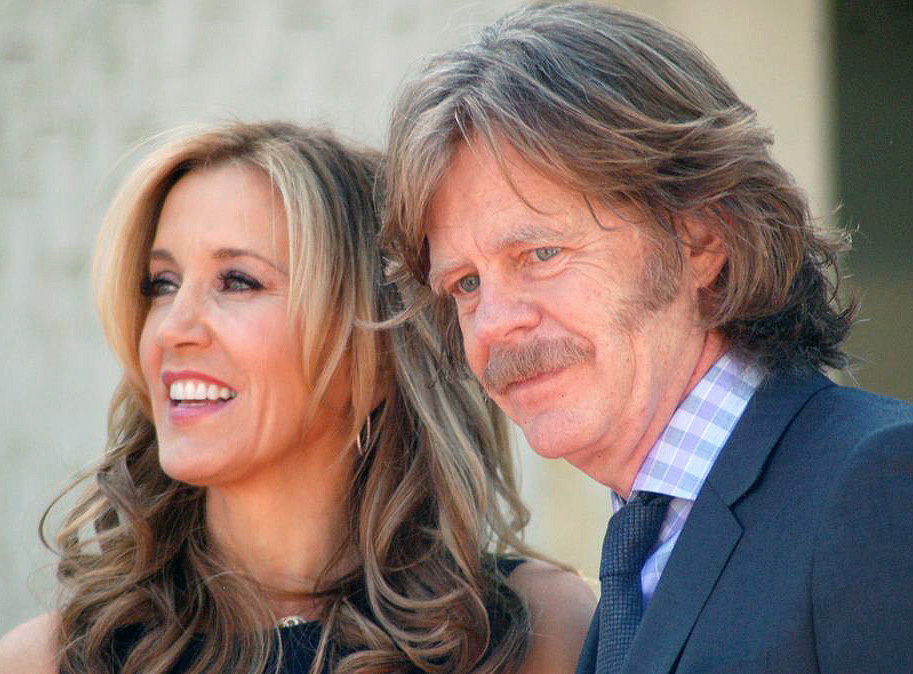
William H. Macy tillsammans med hustrun Felicity Huffman, 2012.

William H. Macy, eg. William Hall Macy, Jr., född 13 mars 1950 i Miami, Florida, är en amerikansk skådespelare, manusförfattare och regissör.
Macys kanske mest kända roll är som den nervöse bilförsäljaren Jerry Lundegaard i bröderna Coens Fargo. För den tolkningen blev han nominerad till en Oscar för bästa manliga biroll.
Sedan 1997 är han gift med skådespelaren Felicity Huffman. Tillsammans har de två barn.

## Filmografi i urval
- 1987 – Radio Days - radioskådespelare
- 1993 – Benny & Joon - Randy Burch
- 1993 – Oskyldiga drag - tonfisk-pappan
- 1994 – Klienten - Dr. Greenway
- 1994–2009 – Cityakuten (TV-serie) - Dr. David Morgenstern
- 1995 – Mr. Holland's Opus - vicerektor Gene Wolters
- 1996 – Titta vi dyker - kommendör Carl Knox
- 1996 – Fargo - Jerry Lundegaard
- 1996 – Skuggor från det förflutna - Charlie Crisco
- 1996 – Andersonville
- 1997 – Air Force One - major Caldwell
- 1997 - Simpsons, avsnitt Homer's Enemy (gäströst i TV-serie)
- 1997 – Boogie Nights - Little Bill
- 1997 – Wag the Dog - CIA-agent Charles Young
- 1998 – Välkommen till Pleasantville - George Parker
- 1998 - Stålmannen, avsnitt Where There's Smoke (gäströst i TV-serie)
- 1998 – Psycho - Milton Arbogast
- 1998 – A Civil Action - James Gordon
- 1999 – Happy Texas - sheriff Chappy Dent
- 1999 – Mystery Men - The Shoveller
- 1999 – Magnolia - Quiz Kid Donnie Smith
- 2000 – State and Main - Walt Price
- 2001 – Jurassic Park III - Paul Kirby
- 2002 – Bill Porter - Bill Porter (TV-film)
- 2003 – The Cooler - Bernie Lootz
- 2003 – Seabiscuit - Tick Tock McGlaughlin
- 2004 – Final Call - Mooney
- 2004 – Spartan - Stoddard
- 2005 – Sahara - amiral James Sandecker
- 2005 – Thank You for Smoking - senator Ortolan Finistirre
- 2006 - Simpsons, avsnitt Homer's Paternity Coot (gäströst i TV-serie)
- 2006 – Bobby - Paul
- 2007 – Wild Hogs - Dudley Frank
- 2008 – Sagan om Despereaux - Lester (röst)
- 2010 – Marmaduke - Don Twombly
- 2011 – The Lincoln Lawyer - Frank Levin
- 2011–2016 – Shameless (TV-serie)
- 2012 – Mitt längtande hjärta
- 2015 – Room - Robert Newsome
- 2025 – The Running Man
- 2025 – Train Dreams